# Ranglan
Ranglan är ett biflöde till Enan och återfinns väster om Blåhammarfjället i Åre kommun, Jämtlands län. 
Ranglan rinner upp i Norge och rinner in i Enan ungefär tre kilometer väster om Blåhammarens fjällstation. I trakten omkom många soldater vid återtåget av Armfeldts karoliner från Norge 1718-1719. Nära Ranglans inflöde i Enan ligger Järvbäcksvallen, var det sägs att karolinerna spökar. Det finns två karolinermonument i området, ett på Bustvarden nära norska gränsen, och ett på Gräslidvallen ca 4 km öster om Bustvarden. Det senare uppfört av Norrlands artilleriregemente.